# في العشب الطويل (فلم)
في العشب الطويل (بالإنجليزية: In the Tall Grass) فيلم رعب كندي تم إصداره عام 2019 من كتابة و إخراج فينتشينزو ناتالي. يستند إلى رواية 2012 لــ ستيفن كينغ وجو هيل التي تحمل نفس الاسم. من بطولة هاريسون جيلبرتسون ، ولايسلا دي أوليفيرا.

## ملخص قصة
بعد سماع صرخة صبي صغير طلبًا للمساعدة ، تغامر شقيقة وشقيق في حقل واسع من العشب في كانساس و لكن سرعان ما يكتشفان وجود قوى شريرة حولهم وأن خروجهم من حقل العشب أمر مستحيل.

## إنتاج
كان المشروع فيلم قيد التطوير الأول في عام 2015 لكنه فشل في البدء. بعد ذلك ، في مايو 2018 ، أعلنت شركة نتفليكس أنها اشترت حقوق الفيلم مع فينتشينزو ناتالي كمخرج و كاتب السيناريو. عرض الفيلم لأول مرة في مهرجان فانتازيا في 20 سبتمبر 2019 ، وتم إصداره لاحقًا في 4 أكتوبر 2019 بواسطة شركة نتقليكس. تلقى مراجعات متباينة من النقاد.

## الممثلين
| ممثلين            |
| ----------------- |
| باتريك ويلسون     |
| هاريسون جيلبرتسون |
| تيفاني هيلم       |
| راشيل ويلسون      |
| افري ويتد         |
| ليزلا دي أوليفيرا |

## روابط خارجية
مقالات تستعمل روابط فنية بلا صلة مع ويكي بيانات